# Enicospilus tyrannus
Enicospilus tyrannus là một loài tò vò trong họ Ichneumonidae.